# 布尔日国事诏书
布尔日国事诏书（Pragmatique Sanction de Bourges），一些文献将其译为布尔日国是诏书，是中世纪法兰西王国君主查理七世于1438年7月7日颁布的一份有关限制天主教会权力的诏书。因这份诏书是在法国城市布尔日发布的，故称为布尔日国事诏书。诏书规定法国天主教会的主教应由法国的主教团选举（尽管这违反叙任权斗争后的教会法），同时还取消了上缴给教宗的首岁金。
这份诏书颁布后，造成了法国与教廷的紧张关系。查理七世之子路易十一即位后，为了与教廷和解，宣布废除布尔日国事诏书。